# Emma Fredh
Emma Fredh, née le 14 avril 1990, est une rameuse suédoise.

## Palmarès

### Championnats d'Europe
- 2015 à Poznań, (Pologne)
  -  Médaille d'argent en Skiff poids légers